# Comatose Comes Alive
Comatose Comes Alive je druhé živé album americké křesťanské rockové skupiny Skillet, které se umístilo na 164. místě žebříčku Billboard 200. Jedná se o první kombinované CD/DVD s živou nahrávkou kapely, protože jejich prvním oficiálním živým albem bylo Ardent Worship z roku 2000, album s živě nahranými bohoslužbami. Toto album bylo nahráno v divadle Tivoli 9. května 2008 v Chattanooze ve státě Tennessee a vyšlo 21. října 2008. Jedná se o CD se zvukovým záznamem koncertu a DVD zachycující živé vystoupení. Z CD je však vystřižen projev Johna Coopera po skladbě „Savior“. Jedná se také o první vydání, na kterém hraje Jen Ledger na bicí.

## Seznam skladeb
| Pořadí | Název                  | Délka |
| ------ | ---------------------- | ----- |
| 1.     | „Intro“                | 2:14  |
| 2.     | „Comatose“             | 3:52  |
| 3.     | „Whispers in the Dark“ | 4:19  |
| 4.     | „Collide“              | 5:20  |
| 5.     | „Forsaken“             | 6:36  |
| 6.     | „The Older I Get“      | 6:07  |
| 7.     | „The Last Night“       | 4:03  |
| 8.     | „Better Than Drugs“    | 5:00  |
| 9.     | „Those Nights“         | 6:29  |
| 10.    | „Yours to Hold“        | 3:56  |
| 11.    | „Rebirthing“           | 4:10  |
| 12.    | „My Obsession“         | 5:03  |
| 13.    | „Angels Fall Down“     | 6:23  |
| 14.    | „Savior“               | 7:02  |
| 15.    | „Best Kept Secret“     | 4:28  |

| Bonusové skladby edice Deluxe | Bonusové skladby edice Deluxe     | Bonusové skladby edice Deluxe |
| Pořadí                        | Název                             | Délka                         |
| ----------------------------- | --------------------------------- | ----------------------------- |
| 1.                            | „Live Free or Let Me Die“         | 3:52                          |
| 2.                            | „Rebirthing (acoustic)“           | 3:54                          |
| 3.                            | „Yours to Hold (acoustic)“        | 3:44                          |
| 4.                            | „The Older I Get (acoustic)“      | 3:27                          |
| 5.                            | „Whispers in the Dark (acoustic)“ | 3:25                          |
| 6.                            | „Say Goodbye (acoustic)“          | 4:12                          |

## Ocenění
V roce 2009 bylo album nominováno na dvě ceny GMA Dove Awards, které v rámci 40. ročníku obdrželo – rockové album roku a dlouhý videoklip roku.

## Sestava
- John L. Cooper – zpěv, basová kytara, akustická kytara, produkce
- Korey Cooper – rytmická kytara, klávesy, zpěv
- Ben Kasica – sólová kytara
- Jen Ledger – bicí, zpěv
- Caleb Oliver - baskytara a některé vokály v písni „Those Nights“[2]
- Jonathan Chu – housle
- Tate Olsen – violoncello
- Brian Howes – produkce
- Skidd Mills – produkce
- Paul Ebersold – produkce
- Andy VanDette – mastering